# Hiromi Amada
Pour les articles homonymes, voir Amada.
Hiromi Amada est un combattant japonais de Kick boxing né le 10 mai 1973. Il mesure 1,85 m pour 105 kg.

## Biographie
Avant de commencer sa carrière au sein de la prestigieuse organisation japonaise K-1, Hiromi Amada combattait en boxe chez les amateurs où il a effectué 102 combats au terme desquels il a totalisé 86 victoires contre 16 défaites. Lors de cette période, il a obtenu deux titres de champion de boxe amateur en 1996 au Japon.
Ses débuts au K-1 remonte au 22 mars 1999 où il bat l'anglais John Wyatt par décision. Il a remporté le K-1 GP Japan en 2004 où il a battu successivement ses compatriotes Noboru Uchida, Tatsufumi Tomihira et Nobu Hayashi en finale.
Au 14 juin 2005 Hiromi Amada compte 36 combats en kick-boxing dont 33 pour le K-1.
20 victoires 15 défaites 1 nul
Les victoires :
- 22/03/99 contre l'anglais John Wyatt par décision au 5e round ;
- 06/06/99   contre l'anglais Simon Dore par KOT au 3e round ;
- 22/08/99   contre le japonais Ryou Takigawa par KOT au 1er round ;
- 22/08/99   contre le chinois Teng Jun par décision au 2e round ;
- 25/01/00   contre le japonais Nobu Hayashi par KOT au 3e round ;
- 28/05/00   contre le japonais Masaaki Miyamoto par KO au 1er round ;
- 07/07/00   contre le japonais Masashi Suzuki par KOT au 3e round ;
- 07/07/00   contre le chinois Teng Jun par décision ;
- 09/10/00   contre le canadien Tomasz Kucharzewski par KO au 1er round ;
- 27/01/02   contre le néerlandais Rene Rooze par KO au 1er round ;
- 21/04/02   contre le japonais Takeru par KO au 1er round ;
- 06/04/03   contre l'américain Tom Erikson par KO au 4e round ;
- 29/06/03   contre le japonais Tsuyoshi par décision au 3e round ;
- 21/09/03   contre le japonais Tsuyoshi Nakasako par décision au 4e round ;
- 03/11/03   contre le japonais Katsuyori Shibata par KO au 1er round ;
- 15/02/04   contre l'américain Kimo Leopoldo par KO au 2e round ;
- 14/03/04   contre l'américain Eric Esch "Butterbean" par décision au 3e round ;
- 26/06/04   contre le japonais Noboru Uchida par décision au 3e round ;
- 26/06/04   contre le japonais Tatsufumi Tomihira par KO au 3e round ;
- 26/06/04   contre le japonais Nobu Hayashi par décision au 3e round ;

Même s'il compte 15 défaites, celles-ci ont été concédées face aux meilleurs de la catégories comme Musashi, Andy Hug, Mirko Filipovic, Mike Bernardo, Mark Hunt, Jérôme Le Banner ou encore Ray Sefo.